# Guilherme de Hesse-Philippsthal-Barchfeld
Guilherme de Hesse-Philippsthal-Barchfeld (Frederico Guilherme Carlos Luís), (10 de agosto de 1786 - 30 de novembro de 1834) foi um filho do conde Adolfo de Hesse-Philippsthal-Barchfeld.

## Família
Guilherme era o terceiro filho do conde Adolfo de Hesse-Philippsthal-Barchfeld e da duquesa Guilhermina Luísa de Saxe-Meiningen. Os seus avós paternos eram o conde Guilherme de Hesse-Philippsthal-Barchfeld e a duquesa Carlota Guilhermina de Anhalt-Bernburg-Hoym. Os seus avós maternos eram o duque António Ulrich de Saxe-Meiningen e a condessa Carlota Amélia de Hesse-Philippsthal.

## Casamento
Guilherme casou-se com a princesa Juliana Sofia da Dinamarca no dia 22 de agosto de 1812. O casal não teve filhos.